# Chiloscyllium indicum
Chiloscyllium indicum е вид хрущялна риба от семейство Hemiscylliidae. Видът е почти застрашен от изчезване.

## Разпространение и местообитание
Разпространен е във Виетнам, Индия, Индонезия, Китай, Провинции в КНР, Сингапур, Тайван, Тайланд и Шри Ланка.
Обитава крайбрежията и пясъчните дъна на сладководни и полусолени басейни, океани, морета, рифове и реки.

## Описание
На дължина достигат до 65 cm.